# Мама (мультфільм)
«Мама» — ляльковий анімаційний фільм Романа Качанова, знятий за сценарієм дитячого поета Сергія Міхалкова.

## Сюжет
Це поетична казка-мініатюра про те, як небезпечно залишати дітей без нагляду.